# Ordine delle distinzioni della Repubblica Italiana
L'ordine di precedenza delle distinzioni cavalleresche e onorifiche della Repubblica Italiana è fissato al paragrafo 4 della Circolare della Presidenza del Consiglio dei ministri 30 ottobre 2001, protocollo DCE 12.3/24.
L'ordine di precedenza tra i gradi e le classi degli Ordini cavallereschi nazionali di natura civile e delle distinzioni onorifiche civili della Repubblica è il seguente:
- Cavaliere di gran croce decorato di gran cordone dell'Ordine al merito della Repubblica italiana (mod. 2001)
- Cavaliere di gran croce decorato di gran cordone dell'Ordine al merito della Repubblica italiana (mod. 1951) [2]

(solitamente conferito ai Capi di Stato)
I categoria
- Medaglia d'oro al valor militare
- Medaglia d'oro al valor civile
- Cavaliere di gran croce dell'Ordine al merito della Repubblica italiana (mod. 2001)
- Cavaliere di gran croce dell'Ordine al merito della Repubblica italiana (mod. 1951) [2]
- Gran croce d'onore dell'Ordine della Stella d'Italia (classe speciale) [3]
- Cavaliere di gran croce dell'Ordine della Stella d'Italia [3]
- Medaglia d'oro al merito civile
- Cavaliere del Lavoro

II categoria
- Medaglia d'oro al valor di Marina [4]
- Medaglia d'argento al valor militare
- Medaglia d'argento al valor civile
- Grande ufficiale dell'Ordine al merito della Repubblica italiana (mod. 2001)
- Grande ufficiale dell'Ordine al merito della Repubblica italiana (mod. 1951) [2]
- Grande ufficiale dell'Ordine della Stella d'Italia [5]
- Grande ufficiale dell'Ordine della Stella della solidarietà italiana (mod. 2001) [1] [2]
- Grande ufficiale dell'Ordine della Stella della solidarietà italiana (mod. 1949) [2]
- Medaglia d'argento al merito civile

III categoria
- Medaglia d'argento al valor di Marina [4]
- Medaglia di bronzo al valor militare
- Medaglia di bronzo al valor civile
- Commendatore dell'Ordine al merito della Repubblica italiana (mod. 2001)
- Commendatore dell'Ordine al merito della Repubblica italiana (mod. 1951) [2]
- Commendatore dell'Ordine della Stella d'Italia [5]
- Commendatore dell'Ordine della Stella della solidarietà italiana (mod. 2001) [1] [2]
- Commendatore dell'Ordine della Stella della solidarietà italiana (mod. 1949) [2]
- Medaglia d'oro ai benemeriti della salute pubblica
- Medaglia d'oro al merito della sanità pubblica
- Medaglia d'oro ai benemeriti della cultura e dell'arte
- Medaglia d'oro ai benemeriti della scienza e della cultura
- Medaglia d'oro ai benemeriti della scuola, della cultura e dell'arte
- Medaglia d'oro per i benemeriti della finanza pubblica [6] [7]
- Medaglia d'oro di benemerenza dell'istruzione elementare e materna
- Croce d'oro al merito dell'Esercito [6]
- Medaglia d'oro al merito di Marina [4]
- Medaglia di bronzo al merito civile
- Medaglia di bronzo al valor di Marina [4]

IV categoria
- Croce al valor militare / Croce di guerra al valor militare [durante lo stato di guerra, dal 2010]
- Cavaliere dell'Ordine di Vittorio Veneto [8]
- Ufficiale dell'Ordine al merito della Repubblica italiana (mod. 2001)
- Ufficiale dell'Ordine al merito della Repubblica italiana (mod. 1951) [2]
- Ufficiale dell'Ordine della Stella d'Italia [5]
- Cavaliere dell'Ordine della Stella della solidarietà italiana (mod. 2001) [1] [2]
- Cavaliere dell'Ordine della Stella della solidarietà italiana (mod. 1949) [2]
- Stella al merito del lavoro "Maestro del Lavoro"
- Cavaliere dell'Ordine al merito della Repubblica italiana (mod. 2001)
- Cavaliere dell'Ordine al merito della Repubblica italiana (mod. 1951) [2]
- Medaglia d'argento ai benemeriti della cultura e dell'arte
- Medaglia d'argento ai benemeriti della scienza e della cultura
- Medaglia d'argento ai benemeriti della scuola, della cultura e dell'arte
- Medaglia d'argento per i benemeriti della finanza pubblica [7]
- Medaglia d'argento di benemerenza dell'istruzione elementare e materna
- Croce d'argento al merito dell'Esercito [6]
- Medaglia d'argento al merito di Marina [4]
- Medaglia d'oro di benemerenza per otto lustri di lodevole servizio nelle scuole elementari
- Medaglia d'onore per lunga navigazione compiuta di 1° grado (d'oro, 20 anni di navigazione) [4]

V categoria
- Medaglia di bronzo ai benemeriti della salute pubblica
- Medaglia di bronzo al merito della sanità pubblica
- Medaglia di bronzo ai benemeriti della cultura e dell'arte
- Medaglia di bronzo ai benemeriti della scienza e della cultura
- Medaglia di bronzo ai benemeriti della scuola, della cultura e dell'arte
- Medaglia di bronzo per i benemeriti della finanza pubblica [7]
- Medaglia di bronzo di benemerenza dell'istruzione elementare e materna
- Medaglia d'argento di benemerenza per otto lustri di lodevole servizio nelle scuole elementari
- Croce di bronzo al merito dell'Esercito [Nota: con corona turrita di bronzo!] [6]
- Medaglia di bronzo al merito di Marina [4]
- Medaglia d'onore per lunga navigazione compiuta di 2° grado (d'argento, 15 anni di navigazione) [4]
- Medaglia di bronzo di benemerenza per otto lustri di lodevole servizio nelle scuole elementari
- Medaglia d'onore per lunga navigazione compiuta di 3° grado (di bronzo, 10 anni di navigazione) [4]

Nella tabella, desunta dalla circolare del 30 ottobre 2001, l'ordine di precedenza fra le classi degli ordini cavallereschi e delle decorazioni è per colonna e, nell'ambito delle colonne, per riga.
| I categoria                                                             | II categoria                                                         | III categoria                                                    | IV categoria                                                  |
| ----------------------------------------------------------------------- | -------------------------------------------------------------------- | ---------------------------------------------------------------- | ------------------------------------------------------------- |
| Medaglia d'oro al valor militare                                        | Medaglia d'argento al valor militare                                 | Medaglia di bronzo al valor militare                             | Croce al valor militare                                       |
| Medaglia d'oro al valor civile                                          | Medaglia d'argento al valor civile                                   | Medaglia di bronzo al valor civile                               |                                                               |
|                                                                         |                                                                      |                                                                  | Cavaliere di Vittorio Veneto                                  |
| Cavaliere di gran croce dell'Ordine al merito della Repubblica italiana | Grande ufficiale dell'Ordine al merito della Repubblica italiana     | Commendatore dell'Ordine al merito della Repubblica italiana     | Ufficiale dell'Ordine al merito della Repubblica italiana     |
|                                                                         | Grande ufficiale dell'Ordine della stella della solidarietà italiana | Commendatore dell'Ordine della stella della solidarietà italiana | Cavaliere dell'Ordine della stella della solidarietà italiana |
|                                                                         |                                                                      |                                                                  | Stella al merito del lavoro                                   |
|                                                                         |                                                                      |                                                                  | Cavaliere dell'Ordine al merito della Repubblica italiana     |
| Cavaliere del lavoro                                                    |                                                                      |                                                                  |                                                               |